# Wielkość urojona
Wielkość urojona – książka Stanisława Lema po raz pierwszy wydana nakładem Wydawnictwa Czytelnik w roku 1973. 
Zbiór ten zawiera wstępy nieistniejących książek oraz pierwszy wykład fikcyjnego superkomputera Golem XIV ze sztuczną inteligencją.

## Spis rozdziałów
- Cezary Strzybisz – "Nekrobie"
- Reginald Gulliver – "Eruntyka"
- Juan Rambellais – "Historia literatury bitycznej"
- Ekstelopedia Vestranda w 44 Magnetomach
- Vestranda Ekstelopedia – Arkusz próbny
- Golem XIV

W rozdziale Golem XIV autor zawarł podrozdziały:
- - Przedmowa;
  - Wstęp;
  - Pouczenie;
  - Wykład inauguracyjny Golema,

których pomysł znalazł rozwinięcie w książce Golem XIV wydanej w 1981 roku nakładem Wydawnictwa Literackiego.
Jest to kolejne dzieło Stanisława Lema jako bazę obierające nieistniejące książki – apokryfy, które były pretekstem do prowadzenia dysput i rozważań o różnej treści, co łączy Wielkość... z innymi dziełami autora, takimi jak: Doskonała próżnia, Prowokacja i Biblioteka XXI wieku.